# Extraliga (Slowakei, Schach) 1997/98
Die Extraliga 1997/98 war die sechste Spielzeit der slowakischen Extraliga im Schach.

## Teilnehmende Mannschaften und Modus
Am Start waren mit ŠK Radegast Dunaj Bratislava, ŠK Slovan Bratislava, ŠK Medea Martin, ŠK Trenčín, ŠK Lokomotíva Trnava, ŠO TJ Slávia UPJŠ Košice, ŠK Bestex Nové Zámky, ŠK Slovan Levice, 1.ŠK Rimavská Sobota und ŠK Tatran Prešov die ersten zehn der Extraliga 1996/97 sowie als Aufsteiger der ŠK Baník Prievidza und die Junioren des ŠK Slovan Bratislava.
Die zwölf Mannschaften spielten ein einfaches Rundenturnier an acht Brettern, über die Platzierung entschied zunächst die Anzahl der Mannschaftspunkte (drei Punkte für einen Sieg, ein Punkt für ein Unentschieden, kein Punkt für eine Niederlage), anschließend der direkte Vergleich und danach die Anzahl der Brettpunkte (ein Punkt für eine Gewinnpartie, ein halber Punkt für eine Remispartie, kein Punkt für eine Verlustpartie). Die beiden Letzten stiegen ab und wurden durch die Sieger der beiden Staffeln der 1. liga ersetzt.
Zu den gemeldeten Mannschaftskadern der teilnehmenden Vereine siehe Mannschaftskader der Extraliga (Slowakei, Schach) 1997/98.

## Saisonverlauf
Im Titelkampf lieferten sich der ŠK Slovan Bratislava und der ŠK Bestex Nové Zámky einen Zweikampf, der Nové Zámky durch den Sieg im direkten Vergleich vorne sah. ŠK Lokomotíva Trnava stand vorzeitig als Absteiger fest, während die Entscheidung über den zweiten Absteiger erst in der letzten Runde zwischen 1.ŠK Rimavská Sobota und ŠO TJ Slávia UPJŠ Košice gegen Košice fiel.

## Abschlusstabelle
| Pl. | Verein                             | Sp | G | U | V | MP | Brett-P.  |
| --- | ---------------------------------- | -- | - | - | - | -- | --------- |
| 01. | ŠK Bestex Nové Zámky               | 11 | 8 | 2 | 1 | 26 | 50,5:37,5 |
| 02. | ŠK Slovan Bratislava I. Mannschaft | 11 | 8 | 2 | 1 | 26 | 55,5:32,5 |
| 03. | ŠK Slovan Bratislava Junioren (N)  | 11 | 6 | 4 | 1 | 22 | 49,5:38,5 |
| 04. | ŠK Tatran Prešov                   | 11 | 7 | 1 | 3 | 22 | 50,0:38,0 |
| 05. | ŠK Trenčín                         | 11 | 7 | 0 | 4 | 21 | 47,5:40,5 |
| 06. | ŠK Radegast Dunaj Bratislava (M)   | 11 | 4 | 3 | 4 | 15 | 45,5:42,5 |
| 07. | ŠK Medea Martin                    | 11 | 4 | 3 | 4 | 15 | 46,5:41,5 |
| 08. | ŠK Baník Prievidza (N)             | 11 | 4 | 2 | 5 | 14 | 43,5:44,5 |
| 09. | ŠK Slovan Levice                   | 11 | 3 | 2 | 6 | 11 | 40,5:47,5 |
| 10. | 1.ŠK Rimavská Sobota               | 11 | 1 | 3 | 7 | 6  | 31,0:57,0 |
| 11. | SO TJ Slávia UPJŠ Košice           | 11 | 1 | 2 | 8 | 5  | 36,5:51,5 |
| 12. | SK Lokomotíva Trnava               | 11 | 0 | 2 | 9 | 2  | 33,0:55,0 |

## Entscheidungen
|     | Slowakischer Meister: ŠK Bestex Nové Zámky                               |
|     | Absteiger in die 1. liga: ŠO TJ Slávia UPJŠ Košice, ŠK Lokomotíva Trnava |
| (M) | Meister der letzten Saison                                               |
| (N) | Aufsteiger der letzten Saison                                            |

## Kreuztabelle
| Ergebnisse | Ergebnisse                         | 01. | 02. | 03. | 04. | 05. | 06. | 07. | 08. | 09. | 10. | 11. | 12. |
| ---------- | ---------------------------------- | --- | --- | --- | --- | --- | --- | --- | --- | --- | --- | --- | --- |
| 01.        | ŠK Bestex Nové Zámky               |     | 4½  | 5   | 4   | 3½  | 4½  | 4   | 4½  | 5½  | 5   | 4½  | 5½  |
| 02.        | ŠK Slovan Bratislava I. Mannschaft | 3½  |     | 4   | 4½  | 6½  | 4   | 5½  | 5½  | 5½  | 5   | 6½  | 5   |
| 03.        | ŠK Slovan Bratislava Junioren      | 3   | 4   |     | 6   | 4½  | 5½  | 4½  | 4   | 4   | 4   | 5½  | 4½  |
| 04.        | ŠK Tatran Prešov                   | 4   | 3½  | 2   |     | 6   | 4½  | 2   | 5½  | 5   | 6½  | 6   | 5   |
| 05.        | ŠK Trenčín                         | 4½  | 1½  | 3½  | 2   |     | 3½  | 6½  | 6   | 4½  | 4½  | 4½  | 6½  |
| 06.        | ŠK Radegast Dunaj Bratislava       | 3½  | 4   | 2½  | 3½  | 4½  |     | 5   | 2½  | 5½  | 4   | 5   | 4   |
| 07.        | ŠK Medea Martin                    | 4   | 2½  | 3½  | 6   | 1½  | 3   |     | 5   | 6   | 7   | 4   | 4   |
| 08.        | ŠK Baník Prievidza                 | 3½  | 2½  | 4   | 2½  | 2   | 5½  | 3   |     | 4   | 7½  | 4½  | 4½  |
| 09.        | ŠK Slovan Levice                   | 2½  | 2½  | 4   | 3   | 3½  | 2½  | 2   | 4   |     | 6½  | 4½  | 5½  |
| 10.        | 1.ŠK Rimavská Sobota               | 3   | 3   | 4   | 1½  | 3½  | 4   | 1   | ½   | 1½  |     | 4   | 5   |
| 11.        | ŠO TJ Slávia UPJŠ Košice           | 3½  | 1½  | 2½  | 2   | 3½  | 3   | 4   | 3½  | 3½  | 4   |     | 5½  |
| 12.        | ŠK Lokomotíva Trnava               | 2½  | 3   | 3½  | 3   | 1½  | 4   | 4   | 3½  | 2½  | 3   | 2½  |     |

## Die Meistermannschaft
| 1.            | ŠK Bestex Nové Zámky |
| Schachfiguren | Gennadij Timoščenko, Wolodymyr Serhejew, Pavol Pčola, Juri Dowzik, Tomáš Balogh, Peter Balogh, Mário Horváth, Ladislav Janko, Milan Kolesár, Ján Bresťák, Štefan Blaho, Ján Strachan. |